# Capitán Bermúdez
Capitán Bermúdez är en ort i Argentina.   Den ligger i provinsen Santa Fe, i den centrala delen av landet, 300 km nordväst om huvudstaden Buenos Aires. Capitán Bermúdez ligger 35 meter över havet och antalet invånare är 27 060.
Terrängen runt Capitán Bermúdez är platt. Runt Capitán Bermúdez är det mycket glesbefolkat, med 5 invånare per kvadratkilometer.. Närmaste större samhälle är Rosario, 15,6 km sydost om Capitán Bermúdez. 
Trakten runt Capitán Bermúdez består huvudsakligen av våtmarker.